# مارک آلن (بازیکن اسنوکر)
مارک آلن (زاده ۲۲ فوریه ۱۹۸۶) بازیکن اسنوکر حرفه ای (professional) از ایرلند شمالی از انتریم است. او در سال ۲۰۰۴ موفق به کسب عنوان قهرمانی آماتورها (غیر حرفه‌ای ها) شد، و در سال بعد توانست تا در جمع حرفه ای ها قرار گیرد و تنها بعد از سه فصل به جمع ۱۶ اسنوکر باز برتر جهان رسید. در چهارمین فصل حرفه‌ای خود، رونی اوسالیوان مدافع عنوان قهرمانی را در راه رسیدن به نیمه‌نهایی مسابقات قهرمانی جهانی ۲۰۰۹ شکست داد، جایی که به برنده نهایی جان هیگینز باخت.
آلن در مسابقات قهرمانی انگلستان در سال ۲۰۱۱ (2011 UK Championship)با شکست مقابل جاد ترامپ به اولین فینال مسابقات رنکینگ خود رسید. او اولین عنوان رنکینگ (عنوان مؤثر در رتبه) خود را در سال بعد در مسابقات آزاد جهانی ۲۰۱۲ (2012 World Open) به دست آورد. او تا به امروز هشت عنوان رنکینگ کسب کرده‌است که آخرین آنها قهرمانی انگلستان در سال ۲۰۲۲ است (2022 UK Championship).

## مشاجره

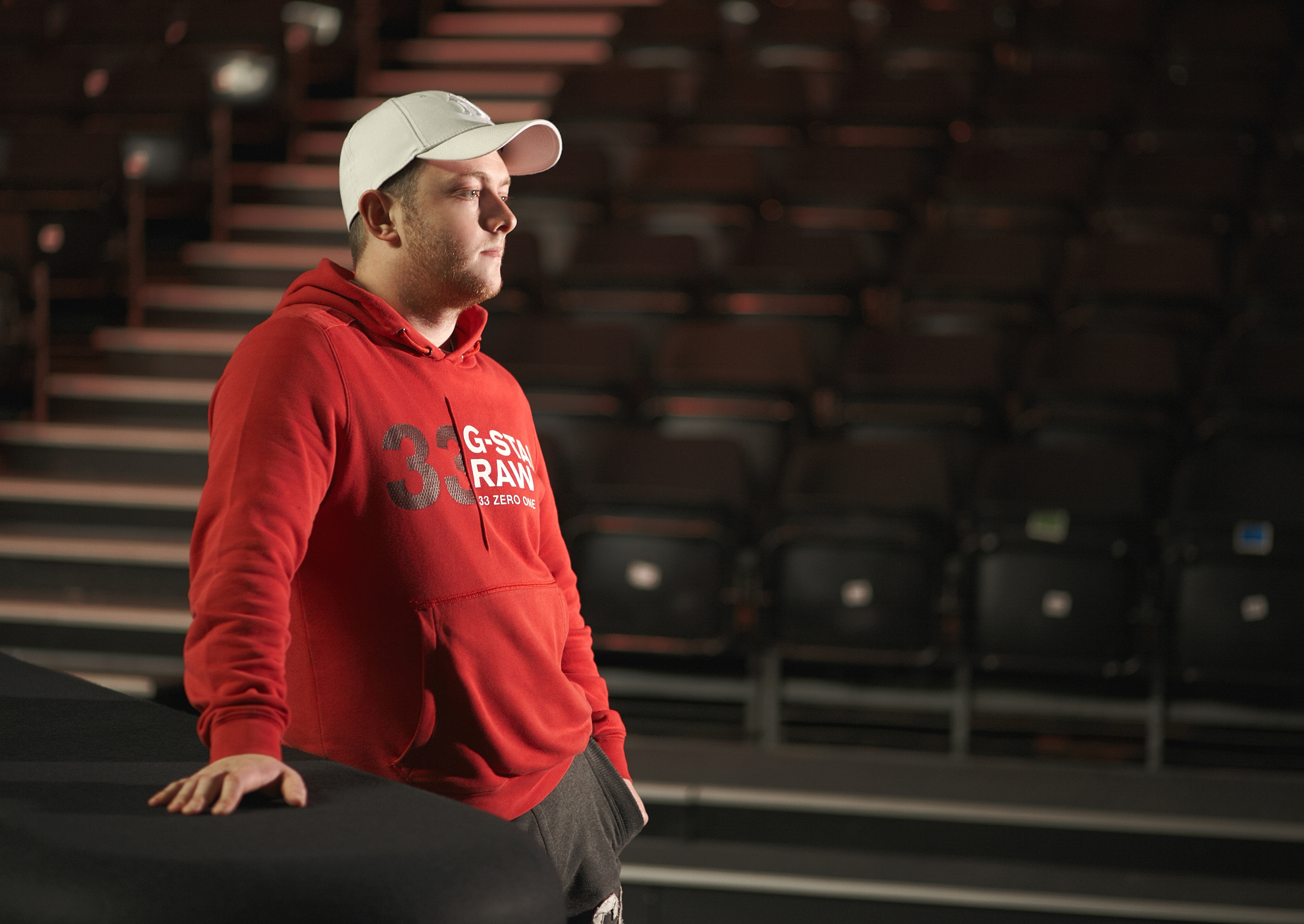
مارک آلن بازیکن اسنوکر در مسابقات مسترز 2012 در لندن.

در یک کنفرانس مطبوعاتی پس از بازی و پیروزی در دور اول در مسابقات قهرمانی بریتانیا در سال ۲۰۱۱، آلن از بری هرن (Barry Hearn)، رئیس انجمن جهانی بیلیارد و اسنوکر حرفه ای (WPBSA) خواست تا استعفا دهد. استدلال آلن برای این امر این بود که هرن قول داده بود که ساختار هیچ‌یک از مسابقات بزرگ اسنوکر در تقویم (مسابقات قهرمانی جهانی اسنوکر، مسابقات قهرمانی انگلستان و مسترز) را در زمانی که در ژوئن ۲۰۱۰ به عنوان رئیس انتخاب شد، تغییر ندهد. در حالی که در واقع مسابقات قهرمانی انگلستان در سال گذشته به جای فریم‌های ۱۷ تایی مورد استفاده در سال‌های گذشته، بر اساس فریم‌های ۱۱ تایی داوری می‌شد. آلن همچنین اظهار داشت که فضای شلوغ در اسنوکر در حال تبدیل شدن به فضایی است که معمولاً شبیه به مسابقات دارت است. این درحالی بود که آلن هنگام صحبت در مورد هرن در کنفرانس مطبوعاتی قسم خورد. WPBSA اعلام کرد که آلن به دلیل قسم خوردن هنگام صحبت در مورد هرن با کمیته انضباطی روبرو خواهد شد و ممکن است او را متهم به بدنام کردن بازی کند. خود هرن در پاسخ گفت که «آنقدر سرش شلوغ است که نگران اظهار نظرهای احمقانه یک پسربچه نادان نباشم». آلن به دلیل اقداماتش توسط WPBSA در اواخر آن ماه به پرداخت ۲۵۰ پوند جریمه محکوم شد.

## فینال‌های حرفه ای

### رده‌بندی فینال: ۱۷ (۹ عنوان)
| افسانه                 |
| قهرمانی انگلستان (۱–۲) |
| سایر (۷–۶)             |

| نتیجه       | شماره | سال  | قهرمانی                            | حریف در فینال   | امتیاز |
| نایب قهرمان | ۱.    | ۲۰۱۱ | قهرمانی انگلستان                   | جاد ترامپ       | ۸–۱۰   |
| برنده       | ۱.    | ۲۰۱۲ | آزاد جهانی                         | استیون لی       | ۱۰–۱   |
| برنده       | ۲.    | ۲۰۱۳ | آزاد جهانی (2)                     | متیو استیونز    | ۱۰–۴   |
| نایب قهرمان | ۲.    | ۲۰۱۴ | شانگهای مسترز                      | استوارت بینگهام | ۳–۱۰   |
| نایب قهرمان | ۳.    | ۲۰۱۴ | قهرمانی بین‌المللی                  | ریکی والدن      | ۷–۱۰   |
| برنده       | ۳.    | ۲۰۱۶ | فینال مسابقات قهرمانی تور بازیکنان | ریکی والدن      | ۱۰–۶   |
| نایب قهرمان | ۴.    | ۲۰۱۷ | مسابقات بین‌المللی (2)              | مارک سلبی       | ۷–۱۰   |
| برنده       | ۴.    | ۲۰۱۸ | قهرمانی بین‌المللی                  | نیل رابرتسون    | ۱۰–۵   |
| نایب قهرمان | ۵.    | ۲۰۱۸ | قهرمانی انگلستان (2)               | رونی اوسالیوان  | ۶–۱۰   |
| برنده       | ۵.    | ۲۰۱۸ | آزاد اسکاتلند                      | شان مورفی       | ۹–۷    |
| نایب قهرمان | ۶.    | ۲۰۲۰ | مسابقات قهرمانی تور                | استیون مگوایر   | ۶–۱۰   |
| نایب قهرمان | ۷.    | ۲۰۲۱ | لیگ قهرمانی                        | دیوید گیلبرت    | ۱–۳    |
| برنده       | ۶.    | ۲۰۲۱ | آزاد ایرلند شمالی                  | جان هیگینز      | ۹–۸    |
| نایب قهرمان | ۸.    | ۲۰۲۲ | آزاد بریتانیا                      | رایان دِی        | ۷–۱۰   |
| برنده       | ۷.    | ۲۰۲۲ | آزاد ایرلند شمالی (2)              | ژو یولونگ       | ۹–۴    |
| برنده       | ۸.    | ۲۰۲۲ | قهرمانی انگلستان                   | دینگ جونهویی    | ۱۰–۷   |

### فینال‌های رده‌بندی کوچک: ۶ (۵ عنوان)
| نتیجه       | شماره | سال  | قهرمانی             | حریف در فینال | امتیاز |
| برنده       | ۱.    | ۲۰۱۲ | اوپن آنتورپ         | مارک سلبی     | ۴–۱    |
| برنده       | ۲.    | ۲۰۱۳ | روهر باز            | دینگ جونهویی  | ۴–۱    |
| برنده       | ۳.    | ۲۰۱۳ | جام یادبود کی سوزان | جاد ترامپ     | ۴–۱    |
| نایب قهرمان | ۱.    | ۲۰۱۴ | اوپن ریگا           | مارک سلبی     | ۳–۴    |
| برنده       | ۴.    | ۲۰۱۴ | پل هانتر کلاسیک     | جاد ترامپ     | ۴–۲    |
| برنده       | ۵.    | ۲۰۱۵ | اوپن بلغارستان      | رایان دِی      | ۴–۰    |

### فینال‌های غیر رده‌بندی: ۷ (۳ عنوان)
| افسانه                |
| مسترز (۱–۰)           |
| قهرمان قهرمانان (۱–۱) |
| سایر (۱–۳)            |

| نتیجه       | شماره | سال  | قهرمانی             | حریف در فینال | امتیاز |
| نایب قهرمان | ۱.    | ۲۰۰۵ | تور چالش – رویداد ۳ | James McBain  | ۳–۶    |
| برنده       | ۱.    | ۲۰۰۹ | کلاسیک جیانگ سو     | دینگ جونهویی  | ۶–۰    |
| نایب قهرمان | ۲.    | ۲۰۱۰ | لیگ قهرمانی         | مارکو فو      | ۲–۳    |
| نایب قهرمان | ۳.    | ۲۰۱۳ | اسنوکر شلیک کردن    | مارتین گولد   | ۰–۱    |
| نایب قهرمان | ۴.    | ۲۰۱۵ | قهرمان قهرمانان     | نیل رابرتسون  | ۵–۱۰   |
| برنده       | ۲.    | ۲۰۱۸ | استادان             | کایرن ویلسون  | ۱۰–۷   |
| برنده       | ۳.    | ۲۰۲۰ | قهرمان قهرمانان     | نیل رابرتسون  | ۱۰–۶   |

### فینال تیم: ۲ (۱ عنوان)
| نتیجه       | شماره | سال  | قهرمانی                   | تیم/شریک     | حریف(ها) در فینال           | امتیاز |
| برنده       | ۱.    | ۲۰۰۶ | قهرمانی دونفره مختلط جهان | Reanne Evans | Matthew Couch Sonia Chapman | ۳–۰    |
| نایب قهرمان | ۱.    | ۲۰۱۱ | جام جهانی                 | ایرلند شمالی | چین                         | ۲–۴    |

### فینال‌های pro-am: 5 (4 عنوان)
| نتیجه       | شماره | سال  | قهرمانی                      | حریف در فینال   | امتیاز |
| برنده       | ۱.    | ۲۰۰۴ | جایزه یادبود بری مک نامی     | کایران مک ماهون | 6-1    |
| برنده       | ۲.    | ۲۰۰۵ | جایزه یادبود بری مک نامی (2) | جو دلانی        | 6-5    |
| برنده       | ۳.    | ۲۰۰۷ | جایزه یادبود بری مک نامی (3) | جو سویل         | 3-1    |
| برنده       | ۴.    | ۲۰۰۸ | جایزه یادبود بری مک نامی (4) | دیوید موریس     | ۳–۱    |
| نایب قهرمان | ۱.    | ۲۰۱۹ | روبان صورتی                  | استوارت بینگهام | ۳–۴    |

### فینال آماتور: ۶ (۵ عنوان)
| نتیجه       | شماره | سال  | قهرمانی                         | حریف در فینال  | امتیاز |
| برنده       | ۱.    | ۲۰۰۳ | قهرمانی آماتور ایرلند شمالی     | Colin Bingham  | ۱۰–۴   |
| نایب قهرمان | ۱.    | ۲۰۰۴ | قهرمانی آماتور زیر ۱۹ سال اروپا | Jamie Jones    | ۳–۶    |
| برنده       | ۲.    | ۲۰۰۴ | قهرمانی آماتور اروپا            | Alex Borg      | ۷–۶    |
| برنده       | ۳.    | ۲۰۰۴ | قهرمانی آماتور جهان             | Steve Mifsud   | ۱۱–۶   |
| برنده       | ۴.    | ۲۰۰۵ | قهرمانی آماتور زیر ۱۹ سال اروپا | Chris Norbury  | ۶–۵    |
| برنده       | ۵.    | ۲۰۰۵ | قهرمانی آماتور ایرلند شمالی (2) | Kieran McMahon | ۱۰–۱   |